# 阿德蒙特賴興施泰因山

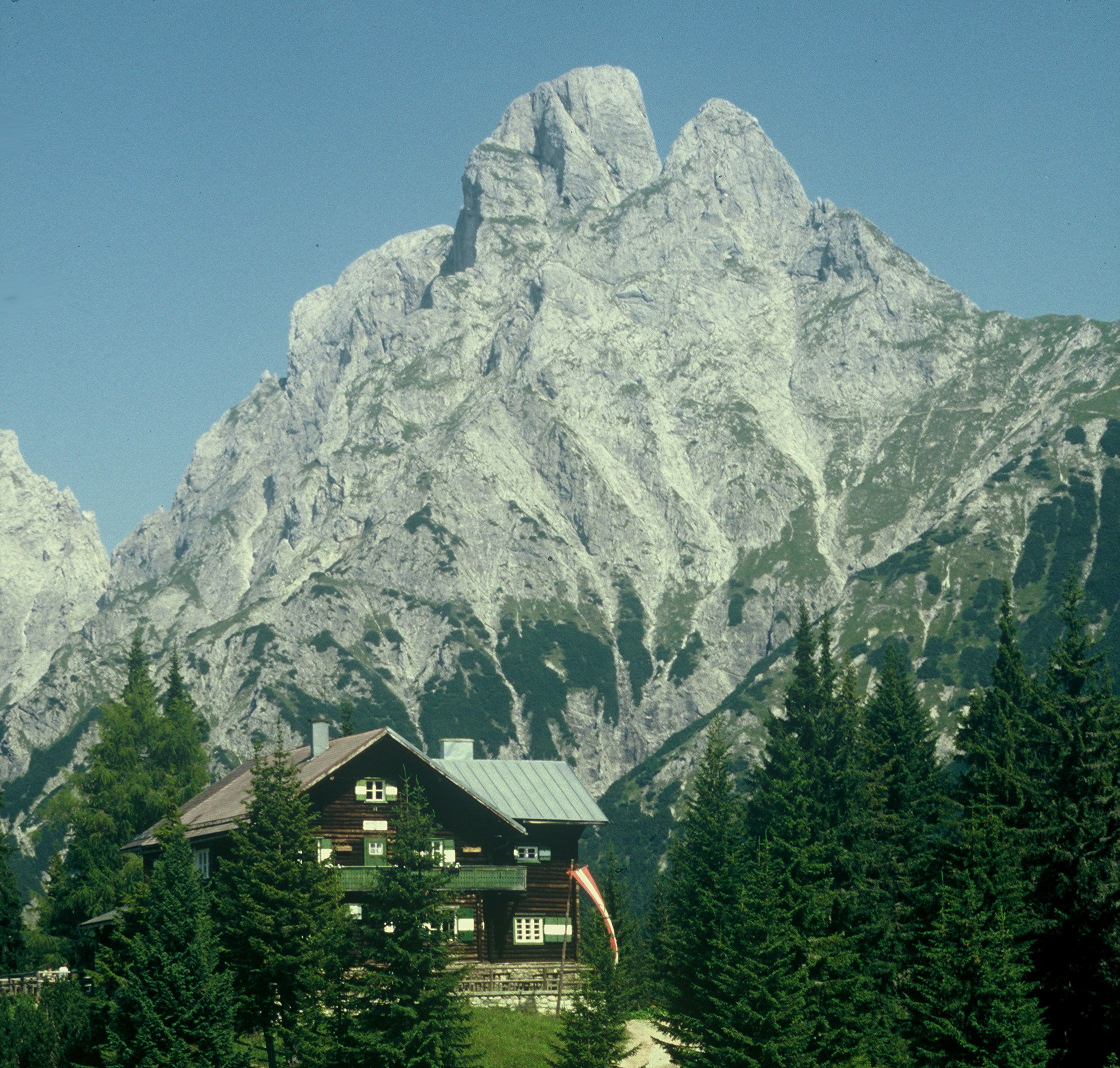

47°32′57″N 14°32′36″E / 47.549236°N 14.543339°E
阿德蒙特賴興施泰因山（德語：Admonter Reichenstein），是奧地利的山峰，位於該國中部，由施泰爾馬克州負責管轄，屬於恩斯塔爾阿爾卑斯山脈的一部分，海拔高度2,251米，每年平均降雨量1,513毫米。